# Ciclo de Born-Haber

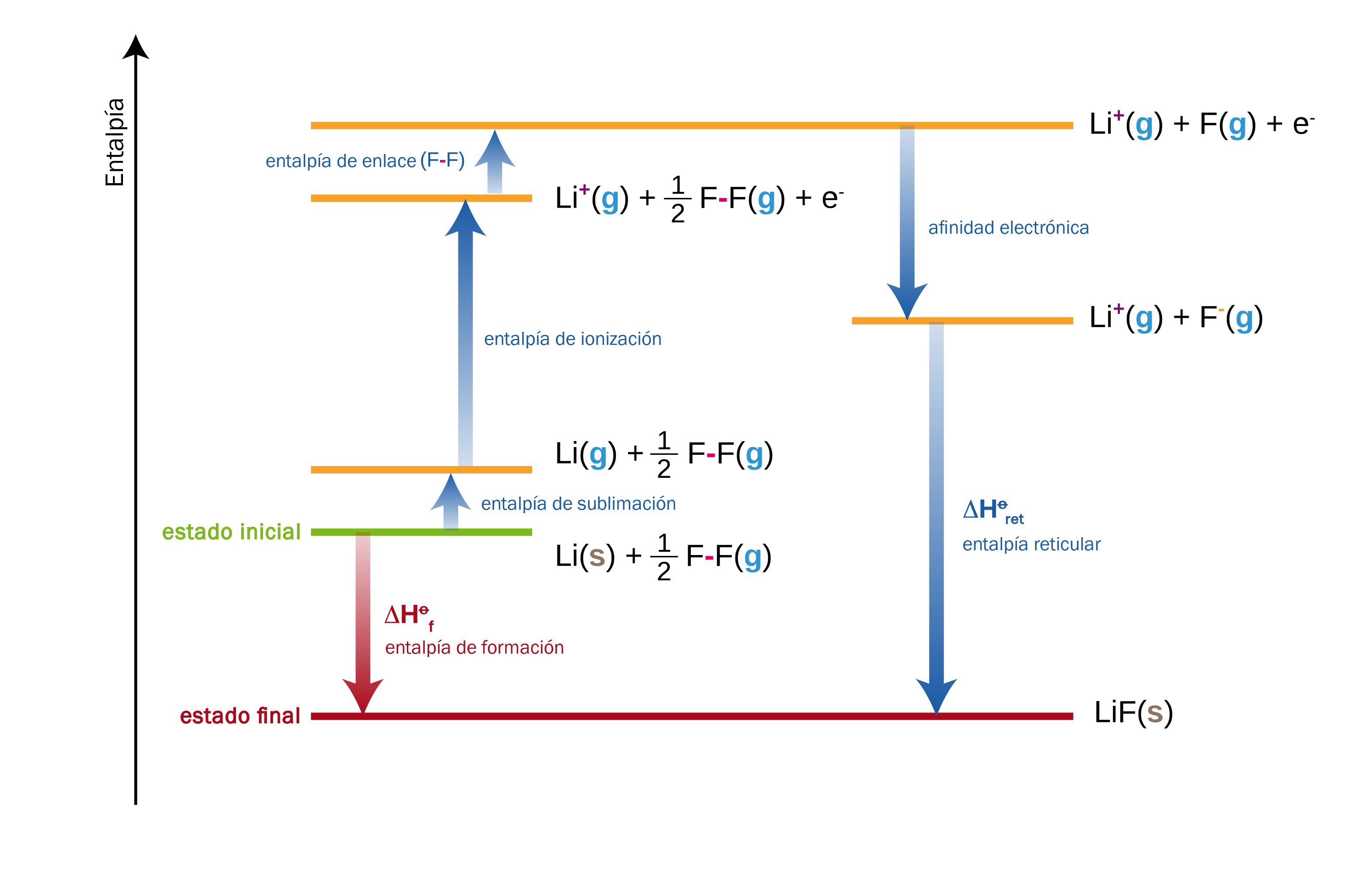
Pasos en el ciclo de Born–Haber para la formación de fluoruro de litio.

Ciclo de Born–Haber para el NaCl.

El ciclo de Born–Haber es un ciclo de reacciones químicas desarrollado en un principio por el físico Max Born y el químico alemán Fritz Haber en 1917.
El ciclo de Born–Haber comprende la formación de un compuesto iónico desde la reacción de un metal (normalmente un elemento del grupo 1 o 2) con un no metal (como gases, halógenos, oxígeno u otros). Los ciclos de Born–Haber se usan principalmente como medio para calcular la energía reticular, que no puede ser determinada experimentalmente.
La formación de iones gaseosos exige los siguientes procesos energéticos:
1- un átomo de un metal necesita una cierta energía- energía de ionización, E para liberar uno o varios electrones.
2- un átomo de un no metal cuando capta uno o varios electrones desprende energía -afinidad electrónica, Ae.
Podría pensarse que solo se formarían compuestos iónicos en el caso de que la energía liberada cuando el no metal capta electones, Ae, iguale o supere a la requerida para la ionización del metal, Ei. Sin embargo esto solo sucede en muy contados casos. Existen muchas sustancias iónicas – por ejemplo el cloruro de sodio- que son estables a pesar de que la energía de ionización del metal supera la electroafinidad del no metal. Todo esto hace sospechar que además de las dos clases de energía mencionadas existan otras que influyan también en la formación del compuesto.
La energía reticular representa teóricamente la formación de compuestos iónicos a partir de iones gaseosos. Algunos químicos la definen como la energía para romper los compuestos iónicos en iones gaseosos. La primera definición es exotérmica y la segunda endotérmica.
Con el ciclo de Born–Haber se calcula la energía reticular comparando la entalpía estándar de formación del compuesto iónico (según los elementos) con la entalpía necesaria para hacer iones gaseosos a partir de los elementos. Esta es una aplicación de la Ley de Hess
El último paso es complejo. Para hacer iones gaseosos de elementos es necesario convertirlos en gas, disociarlos si es necesario, e ionizarlos. Si el elemento es una molécula (por ejemplo F2), habrá que tener en cuenta su entalpía de disociación. La energía necesaria para arrancar un electrón y formar un catión es la energía de ionización, mientras que la necesaria para añadirlo y formar un anión es la afinidad electrónica.
La entalpía de formación se encuentra sumando las entalpías de atomización, ionización, sublimación, disociación, afinidad electrónica y su respectiva energía reticular.